# Нимрод (крепость)
Крепость Нимрод или Крепость Нимрода, (арабск. Калаат аль-Субейба, Калаат аль-Шубейба или аль-Субейба, или Калаат Нимрод, «Замок на Большой Скале»; ивр. מבצר נמרוד‎, Мивцар Нимрод) средневековая крепость, расположенная в северной части Голанских высот, на гребне высотой около 800 м над уровнем моря.

## История
Крепость была построена около 1229 года Османом аль-Азизом, сыном Саладина, чтобы упредить любые попытки атаки на Дамаск во время Шестого крестового похода. Она была названа Калаат аль-Субейба, «Замок на Большой Скале» на арабском языке. В 1230 году крепость была расширена и уже заняла весь горный хребет. В 1260 году Бейбарс укрепил её и добавил большие сторожевые башни. Замок был передан в подчинение Билику, второму командиру Бейбарса. Новый начальник крепости начал широкую строительную деятельность. Когда было закончено строительство, Билик увековечил свою работу и прославил имя султана в 1275 году в надписях и камне с высеченным львом, символом султана. После смерти Бейбарса его сын приказал убить Билика, видимо, опасаясь его власти.
В конце XIII века, после завоевания мусульманами портового города Акко и в конце правления крестоносцев в Святой земле, крепость потеряла стратегическое значение и пришла в упадок.
После захвата этих земель турками в 1517 году, они использовали крепость как роскошную тюрьму для османских дворян, которые были сосланы в Палестину. Позднее, в XVI веке, крепость была оставлена, и лишь местные пастухи и их стада были временными гостями в её стенах.
Крепость была разрушена землетрясением в XVIII веке.
Крепостью Нимрода стали называть это место завладевшие местностью в XIX веке друзы, а затем и евреи в память о Нимроде, библейском царе, который по преданию жил в этих местах:
«Хуш родил также Нимрода; сей начал быть силен на земле; он был сильный зверолов пред Господом [Богом], потому и говорится: сильный зверолов, как Нимрод, пред Господом [Богом].» (Быт. 10:8-9)

## Галерея

крепость Нимрод - галерея фотографий
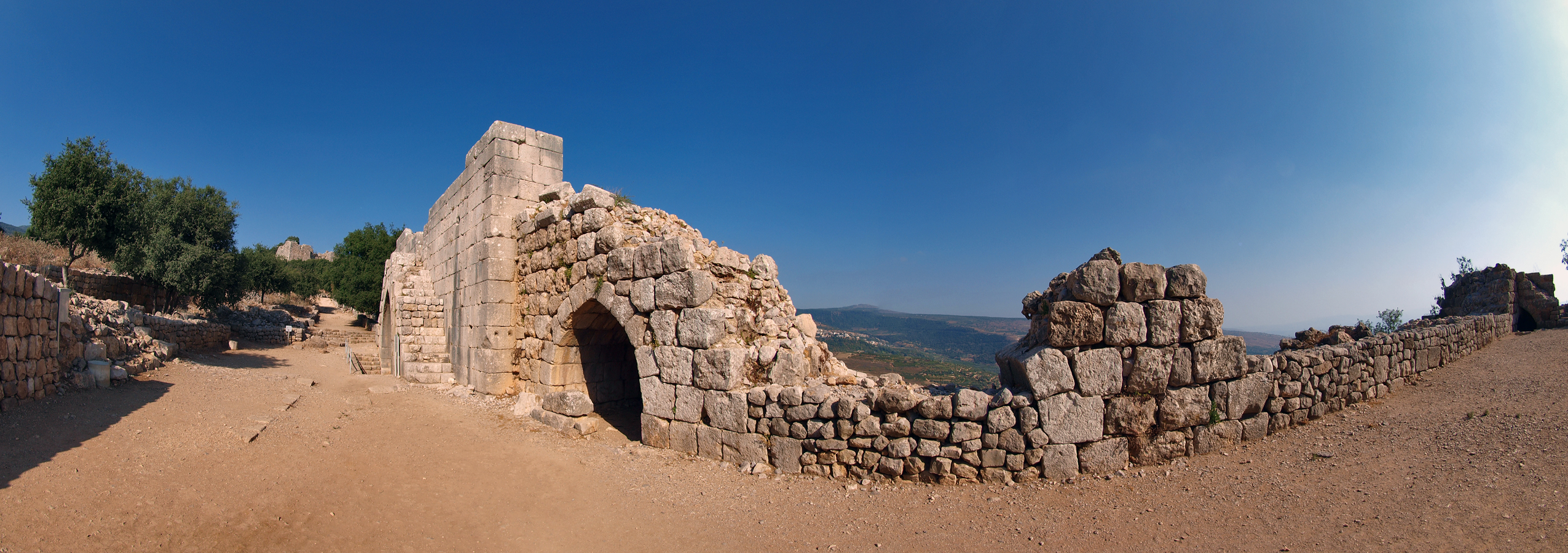
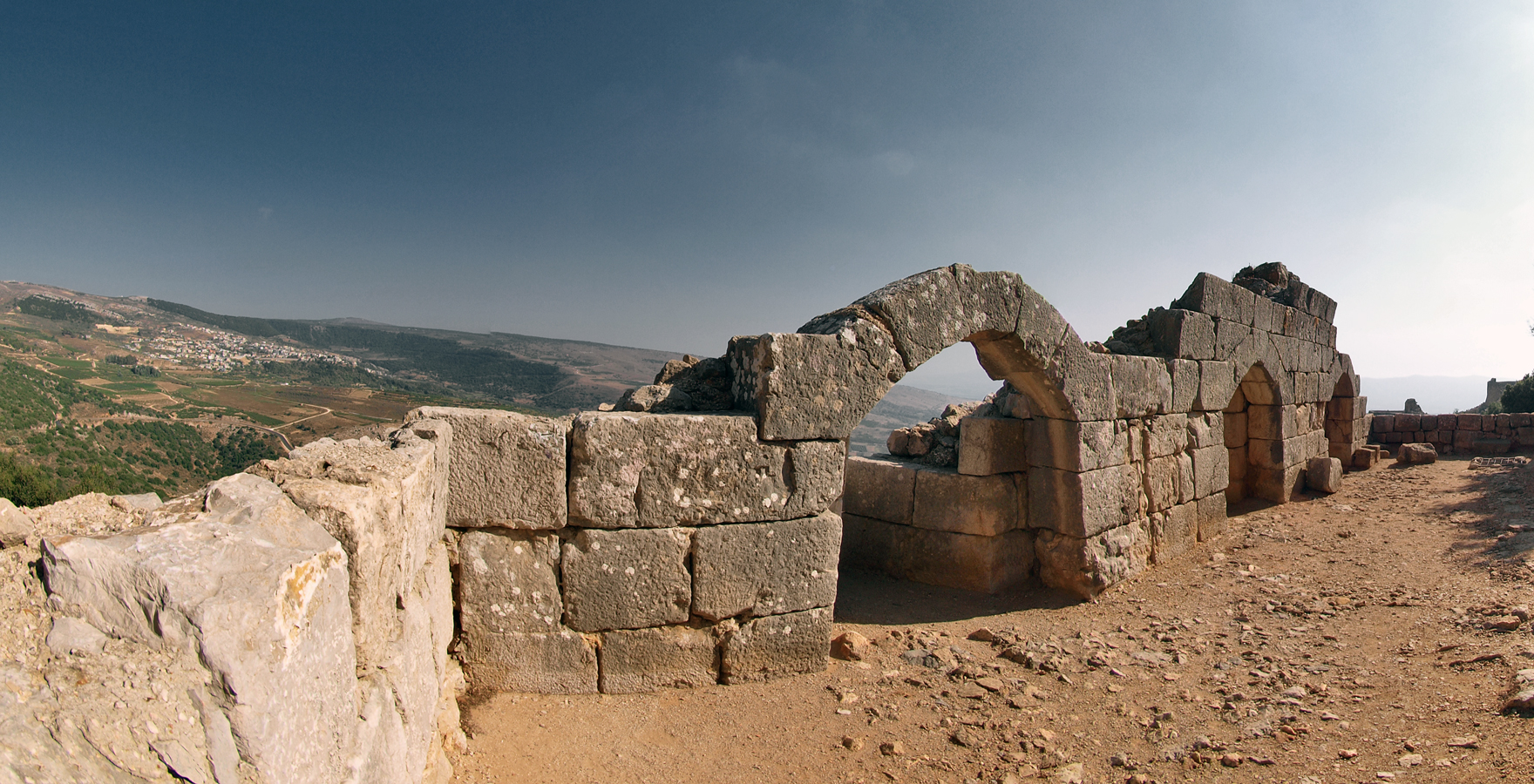
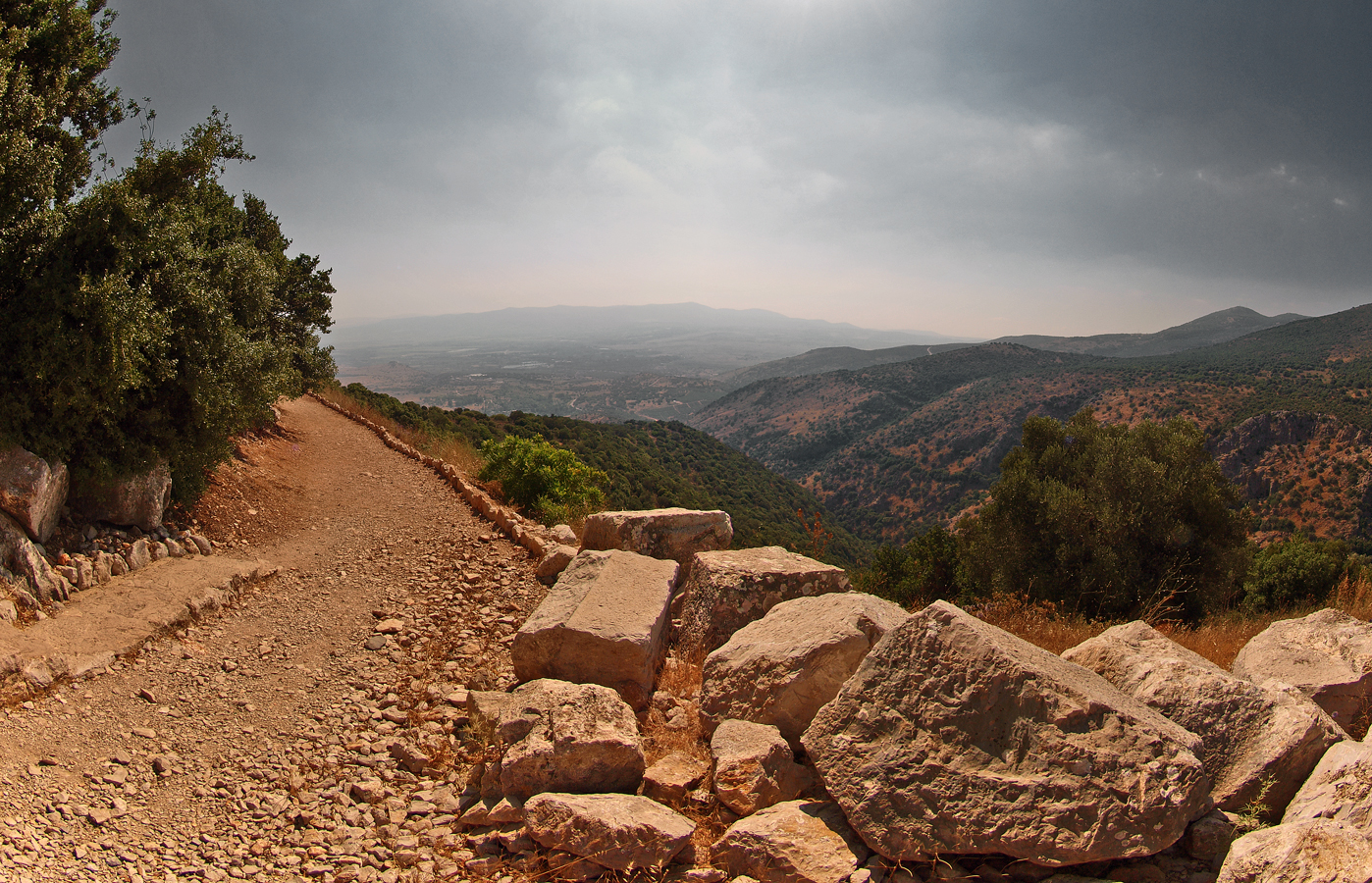
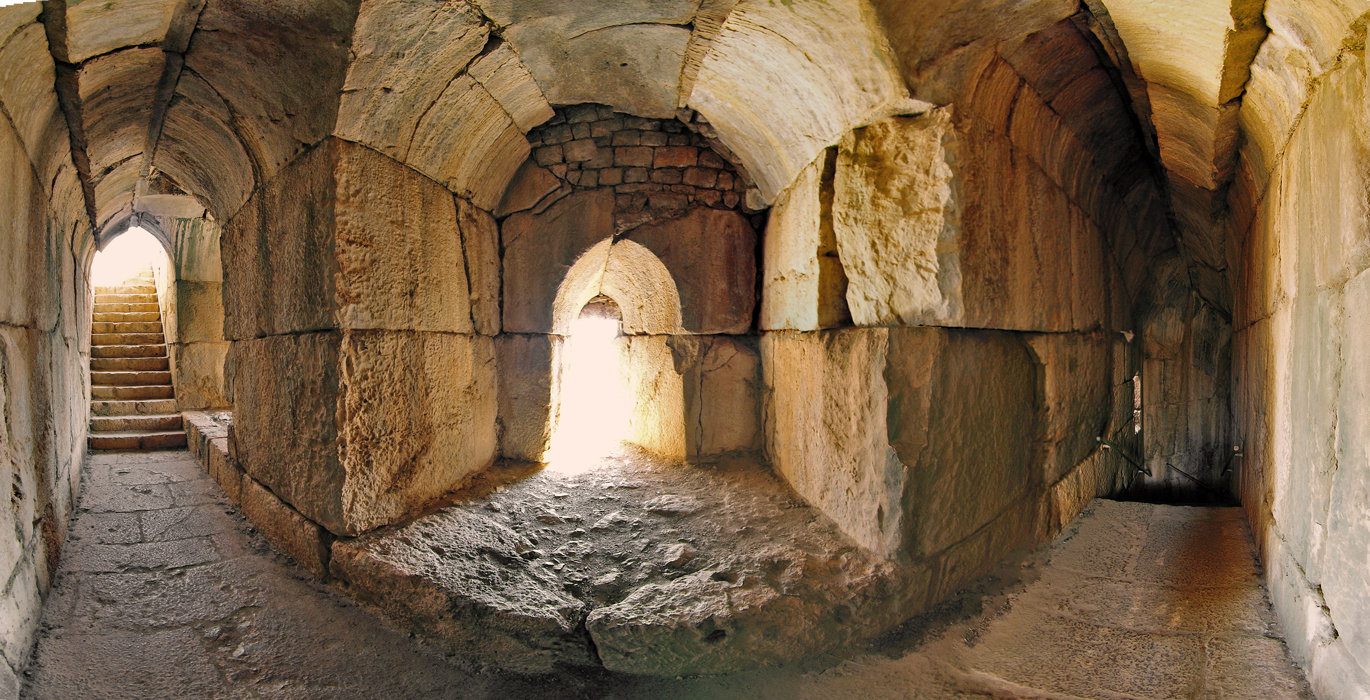
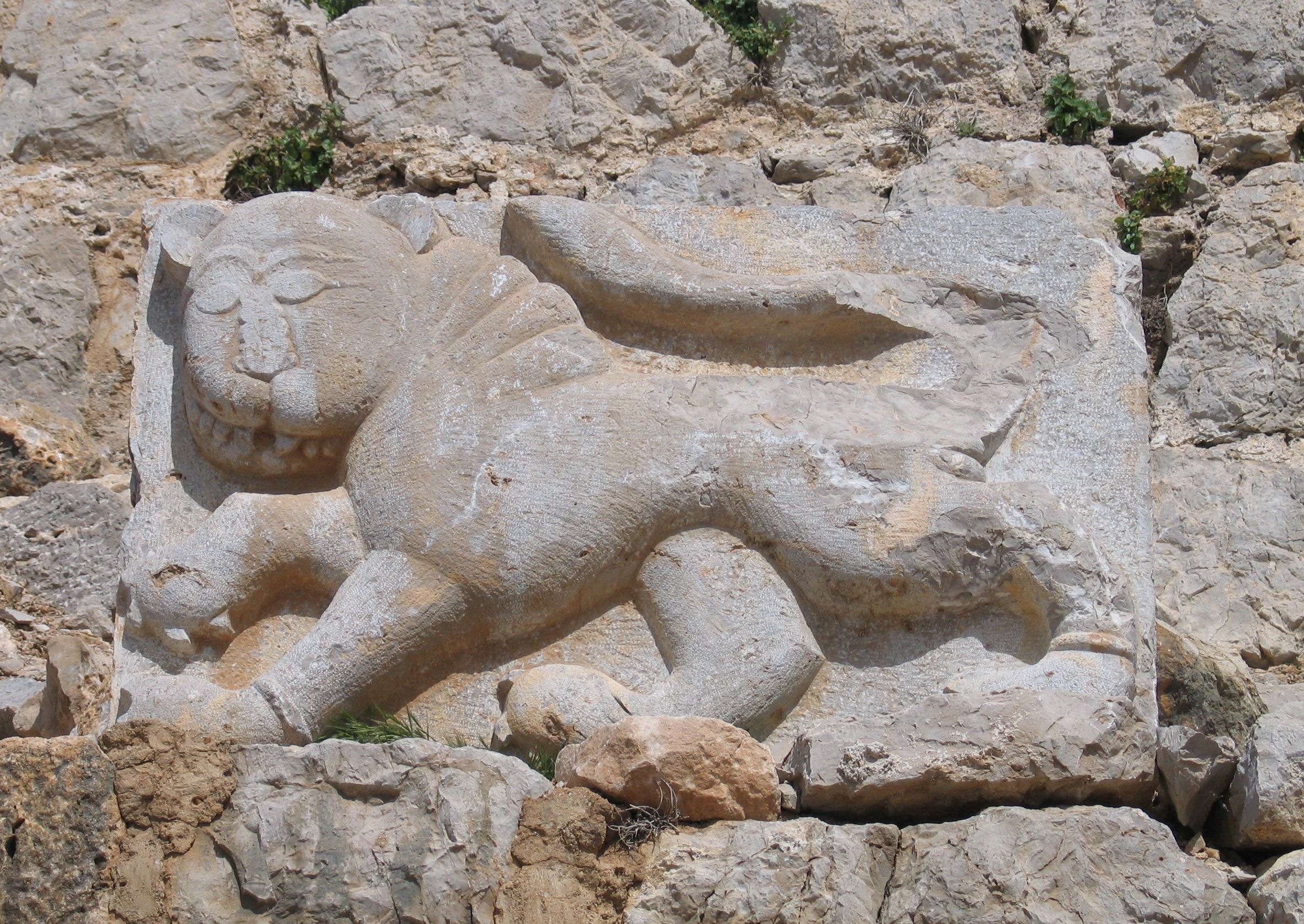
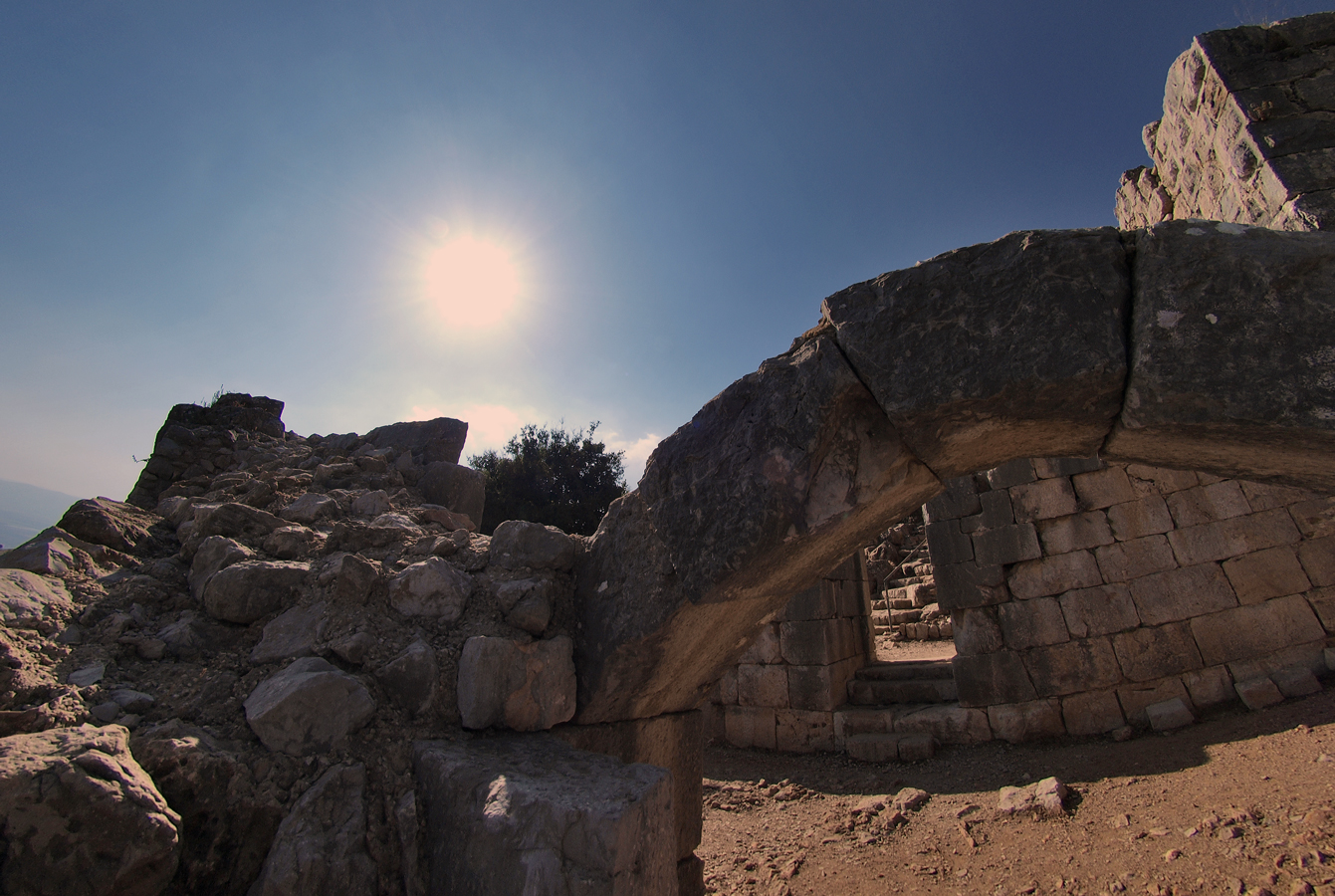
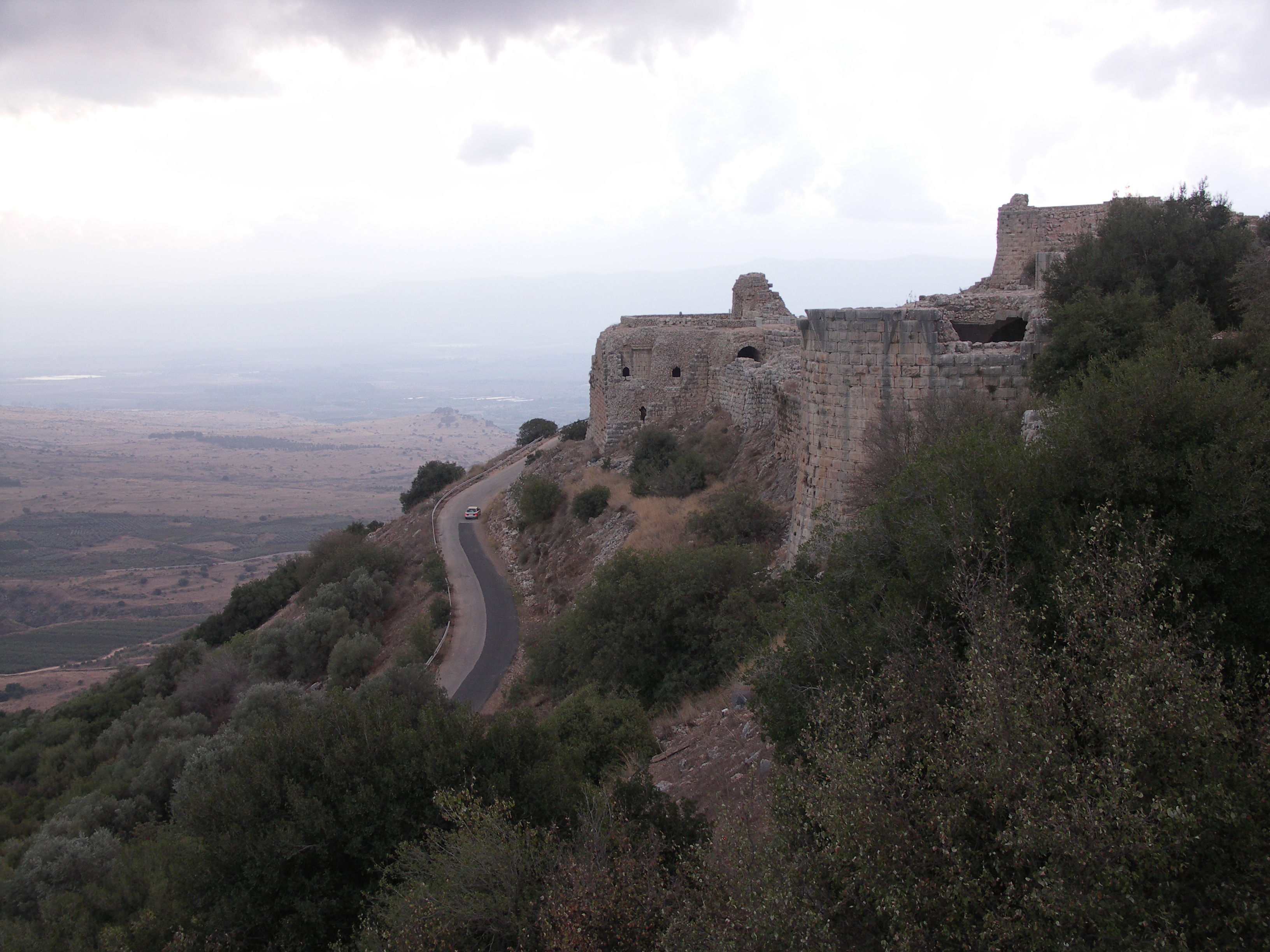

## Описание
Весь крепостной комплекс занимает 420 м в длину и 150 м в ширину и сложен из больших, обтёсанных по краям квадратных камней. Вдоль стен расположены многочисленные прямоугольные и полукруглые башни. Самый высокий, восточный край крепости расположен на утёсе размером 65 x 45 м и защищён массивными прямоугольными башнями.
Крепость выходит на глубокую узкую долину, которая отделяет гору Хермон от остальной части Голанских высот и контролирует дорогу, связывающую Галилею с Дамаском и бывшим в составе Иерусалимского королевства городом Баниас.

## Текущее состояние
Сегодня посетители могут исследовать раскопки в восстановленной части крепости. Главный вход расположен в восточной части крепости. Там же находятся «тайные коридоры» — винтовые лестницы и подземные цистерны с водой. В некоторых из них до сих пор видна оригинальная штукатурка. Сохранилось много примеров средневековых «лазеек» — специальные окна, узкие снаружи, но широкие на внутренней стороне. Они были разработаны специально для стрельбы из луков и арбалетов, давая защитникам внутри крепости много места, в то время как атакующие видели только узкую щель в качестве мишени. В центральной части сохранились самые массивные сторожевые башни. В западной части находятся остатки внутренней цитадели, которая была защищена своим собственным рвом и подъемным мостом. Это самая старая часть замка, которая была построена в первую очередь.